# Quintas de São Bartolomeu
Quintas de São Bartolomeu es una freguesia portuguesa del concelho de Sabugal, con 8,80 km² de superficie y 217 habitantes (2001). Su densidad de población es de 24,7 hab/km².